# Voglia di mare
Voglia di mare è una raccolta antologica del cantante italiano Ricky Tamaca, pubblicata nel 2016.

## Descrizione
L'album contiene dieci canzoni, di cui quattro pubblicate precedentemente da Ricky Tamaca e le altre sono cover di canzoni di altri artisti musicali. Le quattro canzoni di Ricky Tamaca presenti nell'album sono Sera di primavera, Io con lei non ci sto più (che sono due successi di Ricky Tamaca), Canto por jucar e Va va va, presenti nell'album Ricky Tamaca del 1981. Nell'album è presente anche il brano Amore scusami di John Foster (che anche come cover di Tamaca ha portato successo). L'album è stato pubblicato nel 2016 con l'etichetta discografica Jolly.

## Tracce
1. C'è una strana espressione nei tuoi occhi (cover dei Rokes) – 2:14 (Del Shannon, J. DeShannon, Shel Shapiro, R. Cini, M. Giorgi)
2. Canto por jucar – 3:28 (S. Fossati, Riccardo Tammaccaro, G. Leandro, P. Steffan, P. Pirazzoli, Gatto)
3. You can be wrong – 3:00 (Herbie Hancock)
4. Voglia di mare (cover dei Romans) – 3:20 (C. Natili, P. Pallesi, I. Polizzy, R. Martini)
5. Va va va – 4:21 (Riccardo Tammaccaro, Magala)
6. Voulez vous dancer avec moi – 3:55 (Ricchi e Poveri)
7. Sera di primavera – 3:48 (P. Pirazzoli, S. Fossati, Riccardo Tammaccaro, M. Perucci)
8. Amore scusami (cover di John Foster) – 3:00 (P. Pirazzoli, Vito Pallavicini, G. Mescoli)
9. Années soixante (cover di Lorry Felli) – 3:00 (L. Felli)
10. Io con lei non ci sto più – 3:50 (Riccardo Tammaccaro, A. Paganelli, R. Osterreicher)

Durata totale: 33:56